# Charles Inslee
Charles Inslee (Nueva York, 1870 - Nueva York, 1922) fue un actor estadounidense de cine mudo. Apareció en 127 películas entre los años 1908 y 1921.

## Filmografía seleccionada
- Skinner's Finish
- The Bandit's Waterloo
- After Many Years
- The Greaser's Gauntlet
- The Man and the Woman
- For Love of Gold
- For a Wife's Honor
- The Girl and the Outlaw
- A Calamitous Elopement
- Behind the Scenes
- The Red Girl
- The Adventures of Dollie
- Where the Breakers Roar
- The Stolen Jewels
- The Zulu's Heart
- Father Gets in the Game
- The Vaquero's Vow
- The Planter's Wife
- The Pirate's Gold
- The Guerrilla
- The Feud and the Turkey
- The Test of Friendship
- The Christmas Burglars
- Mr. Jones at the Ball
- The Helping Hand
- One Touch of Nature
- Love Finds a Way
- The Criminal Hypnotist
- The Fascinating Mrs. Francis
- Mr. Jones Has a Card Party
- The Welcome Burglar
- The Cord of Life
- The Girls and Daddy
- The Brahma Diamond
- A Wreath in Time
- Tragic Love
- Mabel's Dramatic Career - Director de cine
- When Dreams Come True
- A Quiet Little Wedding
- Making a Living - Editor de periódico
- The Bank
- A Night in the Show
- He Leads, Others Follow
- The Man Who Woke Up